# Combinatul siderurgic din Galați
Combinatul siderurgic din Galați (oficial Liberty Galați, fost ArcelorMittal Galați și Sidex Galați) este cel mai mare combinat siderurgic din România.
A fost cumpărat de LNM Holdings NV în noiembrie 2001, de la statul român. Valoarea tranzacției a fost de 70 de milioane de dolari. Tranzacția a inclus angajamente investiționale de 351 milioane de dolari și un capital de lucru de 100 milioane de dolari.
Între 2004 și 2019, Sidex Galați a făcut parte din Mittal Steel, companie formată prin fuziunea companiilor LNM Holdings NV și Ispat International N. V. După fuziunea dintre Mittal Steel și Arcelor, în anul 2006, din care a rezultat ArcelorMittal, numele combinatului a fost schimbat în ArcelorMittal Galați.
În 2019, Liberty House Group înființat de britanicul de origine indiană Sanjeev Gupta (parte a grupului GFG Alliance), a cumpărat de la ArcelorMittal combinatul siderurgic Galați împreună cu 6 alte unități europene cu 740 milioane euro.

## Istoric
Ideea construirii unui mare combinat siderurgic în partea de est a României, cu acces la Dunăre și/sau la Marea Neagră, a fost prima dată pusă în discuție la Plenara Partidului Muncitoresc Român din 1958. Decizia a fost luată printr-un decret adoptat în 1960, la puțin timp după ce Congresul al VIII-lea al Partidului a aprobat o investiție masivă pentru acest proiect. La Congres au avut loc dezbateri aprinse în legătură cu locul unde să fie amplasat combinatul; unii îl doreau lângă Constanța, la Năvodari sau la Mangalia, dar Gheorghe Gheorghiu-Dej s-a opus acestor idei, el însuși având descendențe gălățene. Construcția combinatului a avut loc împotriva dorințelor Uniunii Sovietice al carui lider, Nikita Hrușciov, sprijinit de Cehoslovacia și RDG, state mai puternic industrializate decât România, dorea ca partea sudică a CAER-ului să se axeze mai mult pe agricultură. Refuzul Uniunii Sovietice de a finanța acest proiect a determinat România să caute finanțare în Occident. 
Directorul Institutului de Proiectare și Inginerie pentru Industria Metalurgică (Ipromet) a fost ales pentru a proiecta platforma. După un amplu studiu științific cu privire la curenții de aer, apa freatică și stabilitatea solului, s-a stabilit ca amplasarea combinatului să se facă în orașul Galați. Compania ICMRS Galați a fost angajată să construiască combinatul; un număr de peste 12.000 de oameni au lucrat la construcția acestuia. Construcția combinatului a început în luna iulie 1960. Un an mai târziu, după ce infrastructura necesară constructorilor a fost instalată, a început săparea. Prima clădire construită a fost atelierul de preparări mecanice. Construcția primei unități semnificative de producție, Laminorul Nr. 1, a început în aprilie 1963.
Gheorghe Gheorghiu-Dej a decedat în martie 1965 iar succesorul său, Nicolae Ceaușescu, a tăiat panglica inaugurală a combinatului în septembrie 1966. Producția a început în iulie 1968 când componentele necesare producerii de oțel au fost montate și a rezultat primul oțel produs la Oțelăria Nr. 1. Activitatea a crescut într-un ritm constant, în 1972 combinatul având 40.000 de angajați - peste 50.000 per total, incluzând și unitățile industriale din vecinătate. Un studiu din 2011 arăta că două treimi din populația Galațiului a lucrat sau obișnuia să lucreze în combinat sau în fabricile asociate acestuia. Conform înregistrărilor oficiale, maximul de producție a fost atins în 1988, cu 8,2 milioane tone oțel în valoare de 7,2 miliarde $ (banii vremii). La începutul anilor 1990 combinatul provoca poluări masive ale aerului, solului și apei din Galați.
Productivitatea redusă a sistemului comunist a afectat inclusiv combinatul siderurgic Galați.
Regimul comunist a fost înlăturat în 1989 iar din 1991 combinatul a devenit o societate pe acțiuni sub numele de Sidex Galați.

## Privatizare
La momentul privatizării compania producea pierderi de 1 milion de dolari pe zi, fiind cea mai mare gaură neagră la bugetul statului, cu 3 miliarde de dolari datorii istorice și pierderi Compania producea pierderi datorită căpușării angajaților statului și a clientelei politice, decăpușarea a adus combinatul la profit în doi ani după privatizare, fără ca proprietarul să facă investiții semnificative. Tranzacțiile bazate pe barter au fost eliminate complet, imediat după privatizare. S-au creat relații de afaceri directe cu toți marii consumatori de oțel din România, iar la nivel internațional, compania a beneficiat de rețeaua grupului.
Sidex a fost un punct nevralgic al negocierilor României cu Uniunea Europeană la unul dintre cele mai dificile capitole, Concurența. În principal era vorba de ajutoarele de stat acordate combinatului siderurgic Sidex Galați, Uniunea Europeană cerând ca acestea să fie eliminate.
Producția combinatului a crescut din momentul privatizării, de la 3,7 milioane de tone, în 2001, la aproape cinci milioane de tone, în anul 2005. Circa două treimi din această producție erau destinate piețelor externe, restul fiind contractat de firme din România, unde Mittal Steel Galați deținea o cotă de piață de 90-95%. Producția realizată în 2007 a fost de 4,4 milioane de tone de oțel lichid.
În anul 2009, ArcelorMittal Galați contribuia cu 3,8% la exporturile României.
Până în anul 2009, ArcelorMittal contribuia cu peste 50% din afacerile operatorului portuar Comvex, iar circa 58% din traficul pe Canalul Dunăre-Marea Neagră era realizat de combinatul ArcelorMittal din Galați.
Acesta a fost preluat în anul 2001 de la Statul Român de către compania Mittal Steel iar datoriile combinatului au fost șterse. Când Mittal Steel a achiziționat compania Arcelor în 2006 pentru a deveni ArcelorMittal, combinatul și-a schimbat numele în ArcelorMittal Galați. Numărul de angajați a scăzut de la 27.600 în 2001 la 8.700 în 2011 iar producția scăzut la 3.5 milioane tone în 2011.

## Producție
La Galați este cel mai mare combinat siderurgic din România și singurul care nu utilizează furnale cu arc electric, bazându-se în schimb pe minereul de fier și cărbune pentru a produce un tip special de oțel, mai maleabil și potrivit pentru a produce tablă de oțel. Combinatul are două aglomeratoare, două furnale cu funcționare continuă, două oțelării din care una cu funcționare continuă, trei linii de turnare, o mașină de rulare la cald și una de rulare la rece, două mașini de rulare a tablei de oțel, o secție de placare cu zinc și o fabrică de var.

## Rezultate financiare, număr de angajați
| Anul | Cifra de afaceri (miliarde RON) | Profit net/pierderi (milioane RON) | Număr angajați |
| ---- | ------------------------------- | ---------------------------------- | -------------- |
| 1999 | 1,05                            | –751                               | 31.352         |
| 2000 | 1,7                             | –777                               | 27.772         |
| 2001 | 2,1                             | –809                               | 27.597         |
| 2002 | 3                               | –61                                | 25.175         |
| 2003 | 4                               | 368                                | 19.003         |
| 2004 | 6,8                             | 1400                               | 18.456         |
| 2005 | 6,3                             | –160                               | 17.598         |
| 2006 | 6                               | 167                                | 15.825         |
| 2007 | 6,9                             | 324                                | 14.394         |
| 2008 | 7,1                             | 604                                | 13.709         |
| 2009 | 3,5                             | –1418                              | 11.049         |
| 2010 | 4,1                             | –342                               | 9.255          |
| 2011 | 4,6                             | –620                               | 8.755          |
| 2012 | 5,4                             | –231                               | 7.936          |
| 2013 | 3,7                             | –741                               | 7.115          |
| 2014 | 3,59                            | –482                               | 6.752          |
| 2015 | 3,8                             | –297                               | 6.379          |
| 2016 | 3,4                             | –271                               | 6.006          |
| 2017 | 4,6                             | –153                               | 5.682          |
| 2018 | 5,1                             | 189                                | 5.183          |
| 2019 | 5                               | 28                                 | 5.081          |
| 2020 | 4,6                             | –51                                | 5.026          |
| 2021 | 9                               | 1359                               | 4.987          |